# Jastorfská kultura

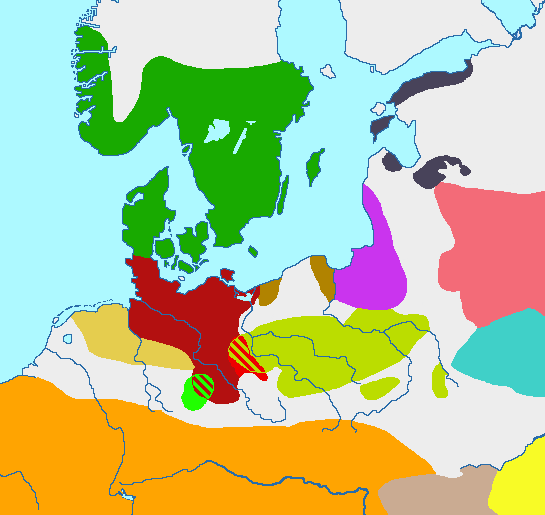
Situace v Evropě v pozdní předřímské době železné: Červeně Jastorfská kultura, světle zeleně převorská kultura, oranžově Keltové stahující se k jihu

Jastorfská kultura (německy: Jastorf-Kulturstufe) je archeologická kultura z předřímské doby železné, jejíž pozůstatky jsou nacházeny v severním Německu, jižní Skandinávii a částečně též v Polsku. Její pojmenování je odvozeno od popelnicových polí u vesnice Jastorf (dnes součást Bad Bevensen) v zemském okrese Uelzen (Dolní Sasko). Kultura je klíčová pro úvahy o etnogenezi Germánů. Je to první kultura, s níž je pojem Germáni spojován. Časově je umisťována do 6. až 1. století př. n. l. Navázala na kultury severské doby bronzové. V jižnějších oblastech se prolínala se souběžně se rozvíjející Převorskou kulturou. Jih kultury byl patrně ovlivněn též keltskou halštatskou kulturou. Původním jádrem jastorfské kultury bylo Dolní Sasko a Šlesvicko-Holštýnsko, ale poté se rozšířila směrem k pohoří Harz a do roku 500 př. n. l. zasáhla Durynsko, Dolní Slezsko a oblast dolního Porýní. Jastorfská kultura se vyznačovala žárovými pohřby v rozsáhlých popelnicích. Do nich bylo vkládáno oproti starším obdobím mnohem méně darů a zbraní, což je typické pro neklidné období stěhování národů.